# Jerome K. Jerome
Jerome Klapka Jerome (ur. 2 maja 1859 w Walsall, zm. 14 czerwca 1927 w Northampton) – angielski pisarz i dramaturg, znany z wydanej w 1889 humorystycznej książki podróżniczej Trzech panów w łódce (nie licząc psa) (tytuł oryginału Three Men in a Boat (To Say Nothing of the Dog)).

## Życiorys
Urodził się w domu przy Caldmore Road 1, na rogu Bradford Street w Walsall (Staffordshire, obecnie w West Midlands), gdzie znajduje się muzeum poświęcone jego pamięci. Jego ojciec – Jerome Clapp Jerome, był świeckim kaznodzieją parającym się architekturą. Rodzina przeniosła się do Londynu, kiedy przyszły pisarz był dzieckiem. Dorastał w biedzie, od 14. roku życia podejmował się różnych prac (m.in. aktorstwa, dziennikarstwa).
W 1892 wraz z przyjaciółmi założył miesięcznik humorystyczny „The Idler” (Próżniak), w którym publikowali m.in. Robert Louis Stevenson, Mark Twain i Bret Harte.